# بحيرة كومو (مينيسوتا)
كومو ليك بحيرة تقع في سانت بول بولاية مينيسوتا، الولايات المتحدة. تبلغ مساحتها 70.5 أكر (285,000 م2) يصل إلى 15.5 قدم (4.7 م) العميق في بالإضافة إلى المجاورة كومو بارك، كانت منطقة ترفيهية لسكان المدن التوأم منذ أكثر من قرن. كان اسمه في عام 1848 من قبل المزارعين المحليين تشارلز بيري. جناح يجلس على الجانب الغربي من البحيرة تستضيف العروض المسرحية والحفلات الموسيقية خلال الأشهر الأكثر دفئا. تضم الحديقة مجموعة متنوعة من مناطق الجذب بما في ذلك كومو بارك حديقة الحيوان والموسيقى وكومو إقليمية تجمع الحديقة التي تستخدم بكثافة كلما كان الطقس جيداً حيث يتشجع الناس للخروج.

## التاريخ
بعد عصابة جيمس الأصغر الأعضاء تشارلي بيتس قتل بعد الفوضى الكارثية 7 سبتمبر 1876 نورثفيلد بولاية مينيسوتا غارة جسده كان محاصر و مؤقتا المغمورة في البحيرة من قبل الدكتور هنري هويت المحلية الطبيب الذي أراد ابيض عظمي كما عرض قطعة مكتبه. الهيكل العظمي على عرض عدد غير معروف من سنوات في مرحلة مدرب متحف في شاكوبي, مينيسوتا. في عام 1981 بقايا تم التبرع بها إلى نورث فيلد التاريخية المجتمع. حاليا الهيكل العظمي يقع في الأنثروبولوجيا الفيزيائية مختبر في جامعة ولاية مينيسوتا في مانكاتو في انتظار التحليل.

## الأسماك
تحتوي البحيرة على أنواع متعددة من الأسماك منها البلهد سمك, سمك أسود, الخيشوم, الذهبي شاينر, الأخضر سمكة هجينة الشمس, الشمالية بايك, pumpkinseed, العين رمادية فاتحة اللون, الأبيض مصاصة, الأصفر البلهد و الفرخ الأصفر. بعض الأسماك استهلاك التوجيهي فقد تم وضع قيود على البحيرة الخيشوم ، البلهد سمك ، ارجموث باس الشمالية بايك و الآي بسبب الزئبق و/أو سلفونات مشبعة بالفلور أوكتين التلوث.